# Atakan Karazor
Atakan Karazor (ur. 13 października 1996 w Essen) – niemiecko-turecki piłkarz występujący na pozycji obrońcy w niemieckim klubie VfB Stuttgart. Wychowanek VfL Bochum, w trakcie swojej kariery grał także w takich zespołach, jak Borussia Dortmund II oraz Holstein Kiel.